# San Giovanni dei Lebbrosi

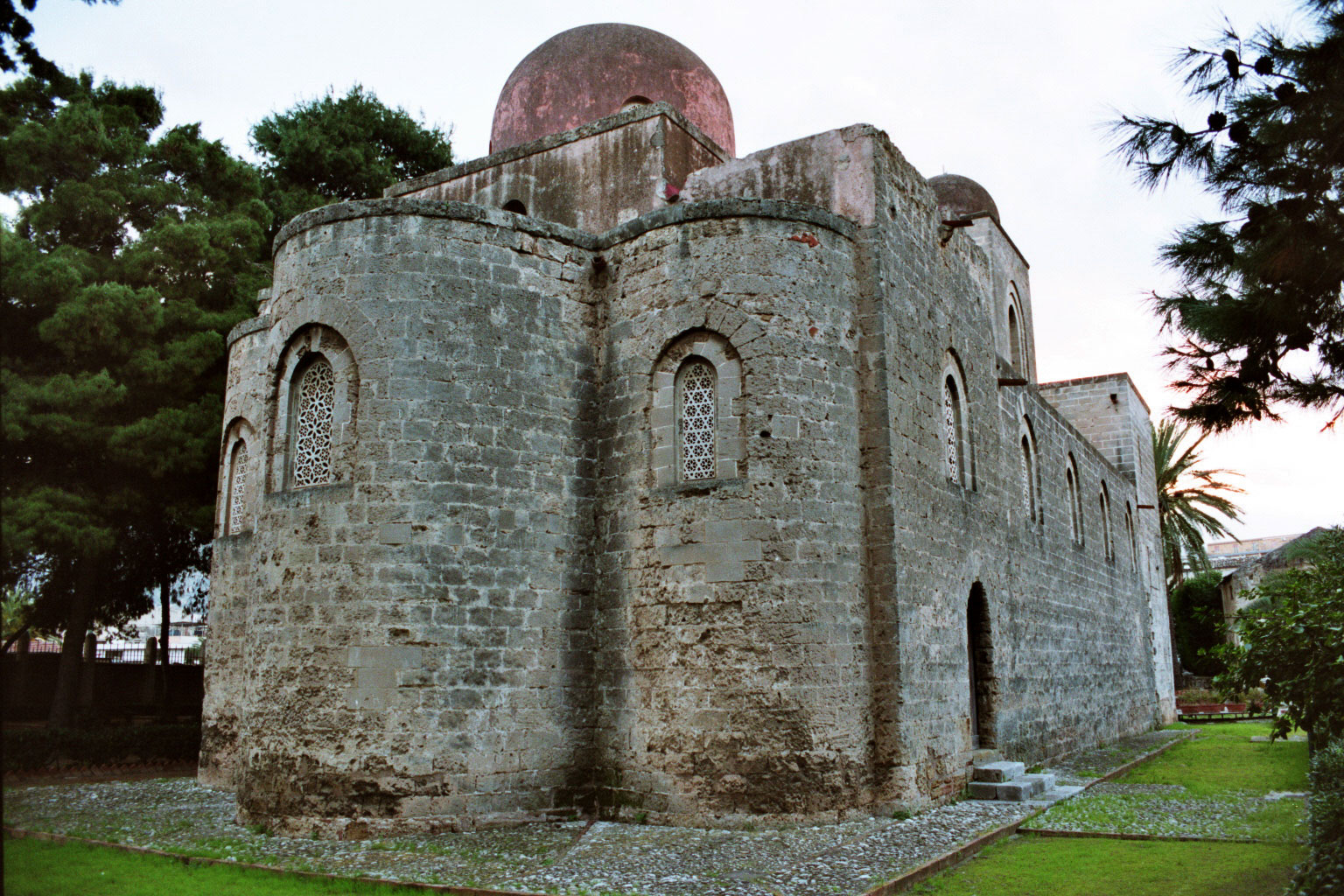
Apsissen

De San Giovanni dei Lebbrosi is het oudste kerkgebouw in Palermo in de Arabisch-Normandische stijl. Het gebouw staat ongeveer 2 km ten zuiden van het stadscentrum.
Graaf Rogier I van Sicilië liet de kerk in 1071, nog voor de Normandische verovering van de stad op de Arabieren, bouwen buiten de toenmalige stadsmuren van Palermo. De kerk werd tegen een Arabisch kasteel, het Castello Giovanni, aan gebouwd. Van het kasteel bestaan tegenwoordig slechts enkele resten. In de twaalfde eeuw stichtte Rogier II naast de kerk een hospitium voor mensen die aan lepra leden. Dit hospitium gaf de kerk haar bijnaam.
De kerk staat tegenwoordig in een klein park in een buitenbouwwijk, nabij de Ponte dell'Ammiraglio. Karakteristiek voor het exterieur van de kerk zijn de drie apsissen en de koepel op de klokkentoren, die zeer typerend voor de Normandische kerken van Palermo is.
Het interieur van de kerk bestaat uit drie beuken die van elkaar worden gescheiden door pijlers. De apsissen van de drie beuken zijn niet diep, zoals ook het geval is bij een mihrab, de gebedsnis in een moskee. De kruising is hoger dan de rest van het interieur en bevindt zich onder een koepel.